# Kanin på menuen
Kanin på menuen (originaltitel: Bill of Hare) er en Warner Bros. Merrie Melodies tegnefilm fra 1962 instrueret af Robert McKimson.  Kortfilmen blev udgivet den 9. juni 1962 og har Snurre Snup og den Tasmanske Djævel i hovedrollerne. 

## Handling
Tegnefilmen åbner i en kystby, hvor en kasse bliver losset fra et fragtskib, der tilhører Snobjergs Videnskabsekspedition. Nettet, der holder kassen, knækker og slipper den tasmanske djævel fri. Taz kommer på land og lugter, at der bliver tilberedt mad. Han ser Snurre Snup under molen der er ved at tilberede et måltid i en gryde. Taz smider Snurre i puljen, men Snurre narrer ham til at skifte plads. Snurre lægger gryden i en kanon og affyrer den som en kanonkugle ud i havet.
I næste scene ses Snurre i færd med at bruge et rotisseri til at riste kuglerødder over åben ild. Taz binder Snurre tik rotisseriet indtil det afsløres, at han rent faktisk drejer håndsvinget på en lastvogns motor. Taz bliver kørt over af lastvognen, og Snurre slipper endnu engang væk igen
Snurre overbeviser Taz om, at hans eneste fødekilde er en elg. De går over til en jernbanetunnel, som Bugs afleverer som en elghule. I forsøg på at fange en elg bliver Taz kørt over to gange af tog og en gang af Snurre, der rider på en elg.
Taz slår Bugs igen, men Snurre narrer Taz ved at påtage sig en forklædning som tjener på en restaurant og fodre ham med et spyd med tre tændte dynamitpinde. Dynamitten sprænger i Taz' mave, og Taz jagter Snurre, og ender med Taz fanget i et bur i byens zoologiske have.

## Krediteringer
- Instruktør: Robert McKimson
- Producer: David H. DePatie [3]
- Manuskript: John Dunn
- Animatorer: Warren Batchelder, Keith Darling, Ted Bonnicksen, George Grandpre'
- Layout og baggrundstegner: Robert Gribbroek
- Klipper: Treg Brown
- Stemmer: Mel Blanc [4]
- Musik: Milt Franklyn